# Route de l'Atlantique
La route de l'Atlantique (en norvégien : Atlanterhavsveien) est une section de la route nationale 64 (Rv 64) située dans la partie nord de la zone côtière de Hustadvika, en Norvège. La route relie les communes de Eide et Averøy, situées dans le comté de Møre og Romsdal. La longueur totale de la section est de 8 274 mètres.

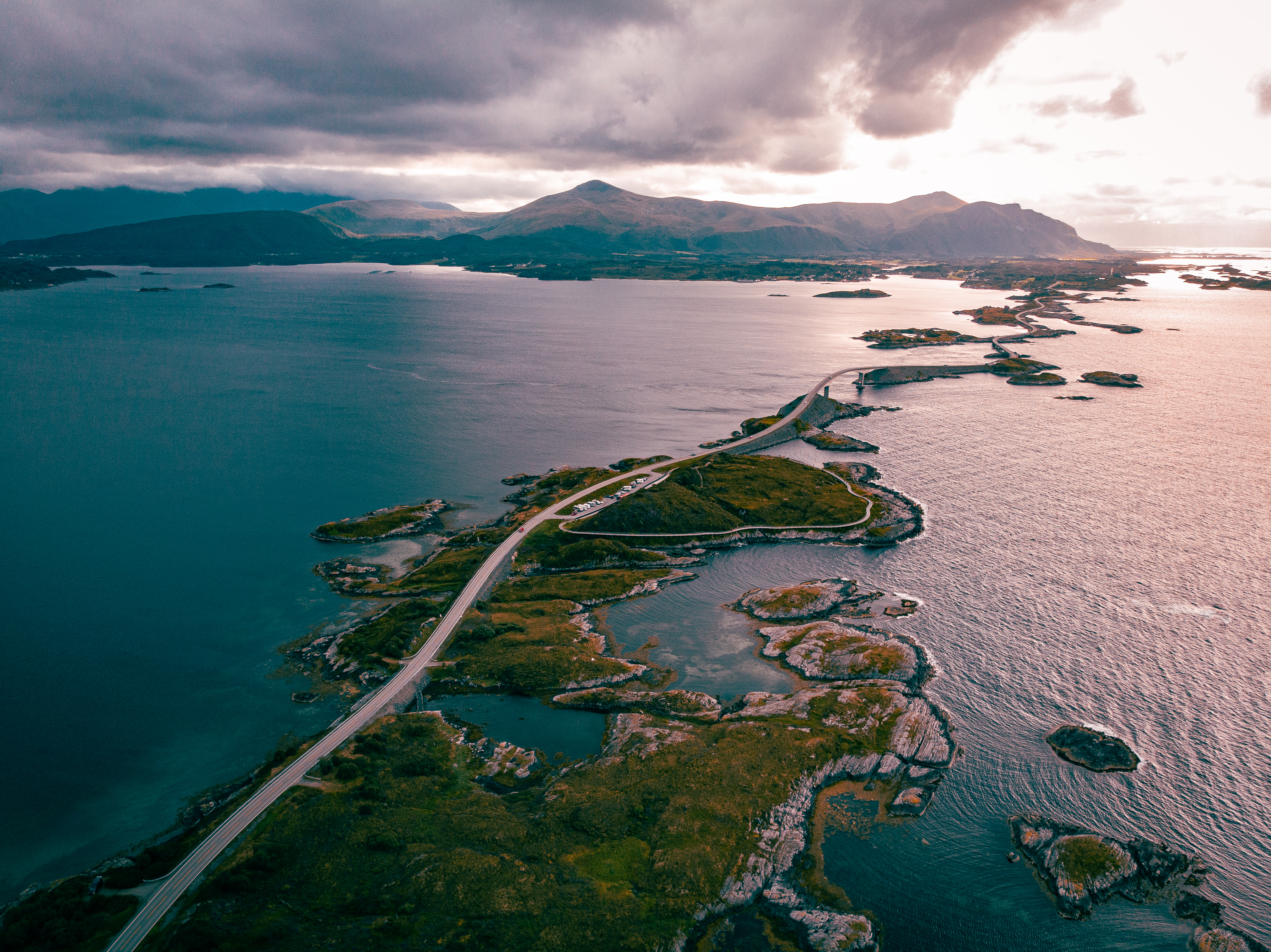
Route de l'Atlantique en Norvège

 Les travaux de construction ont débuté en 1983. L'inauguration a eu lieu le 7 juillet 1989. La route est construite sur plusieurs petites îles et récifs et emprunte, reliés par huit ponts, plusieurs chaussées et viaducs. Cette route a une vue sur la mer ouverte, ce qui est rare sur les routes du long de la côte norvégienne. On peut voir les fjords et les montagnes à proximité de la route. La route spectaculaire est rapidement devenue une attraction touristique, dans la mesure où des précautions doivent être affichées lors de la conduite, à cause de la fréquentation de cette route par la population locale et les visiteurs. Elle a été élue « construction norvégienne du siècle » le 27 septembre 2005 et est actuellement en Norvège la deuxième route la plus visitée après celle de Trollstigen[réf. nécessaire].

## Ponts et jonctions
| Commune                        | Point kilométrique et jonction | Longueur du pont | Hauteur sur l'eau      | Nom du pont               |
| ------------------------------ | ------------------------------ | ---------------- | ---------------------- | ------------------------- |
| Averøy                         | PK 0 - Route nationale 247     | -                | -                      | -                         |
| Averøy                         | ?                              | 115 m            | 7 m                    | Pont de Little Lauvholmen |
| Averøy                         | ?                              | 52 m             | 3 m                    | Pont de Store Lauvøysund  |
| Averøy                         | ?                              | 52 m             | 6 m                    | Pont de Geitøysund        |
| Averøy                         | ?                              | 260 m            | 23 m                   | Pont de Storseisundet     |
| Eide                           | ?                              | 260 m            |                        | Pont de Storseisundet     |
| ?                              | 293 m                          | 4 m              | Pont de Hulvågen       |                           |
| ?                              | 19 m                           | 10 m             | Pont de Vevangstraumen |                           |
| PK 8,274 - Route Nationale 663 | -                              | -                | -                      |                           |

## Galerie d'images

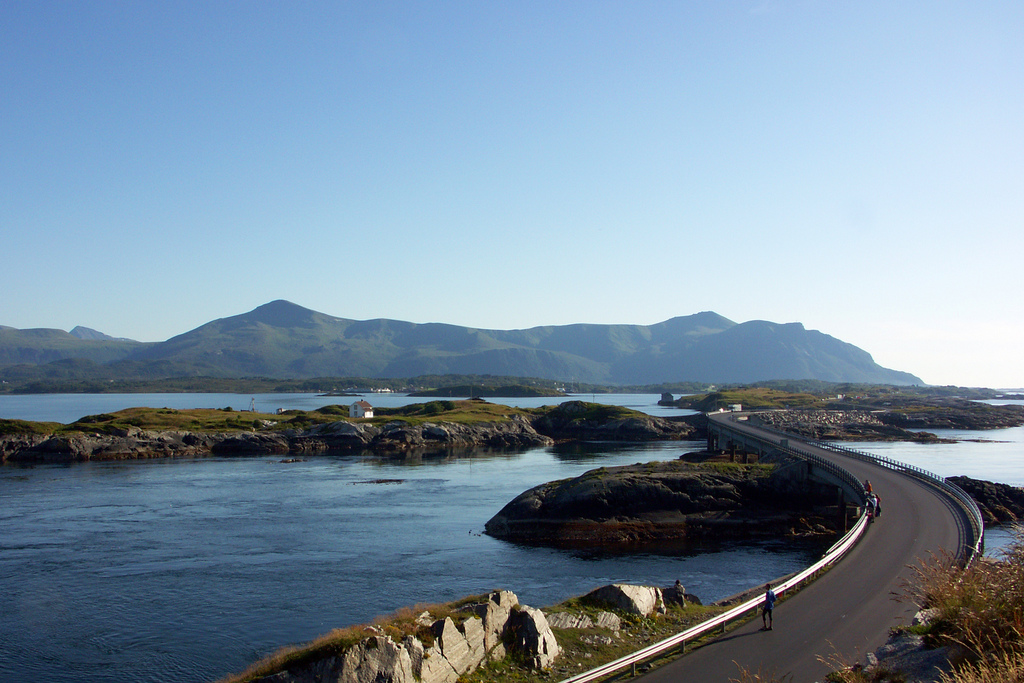
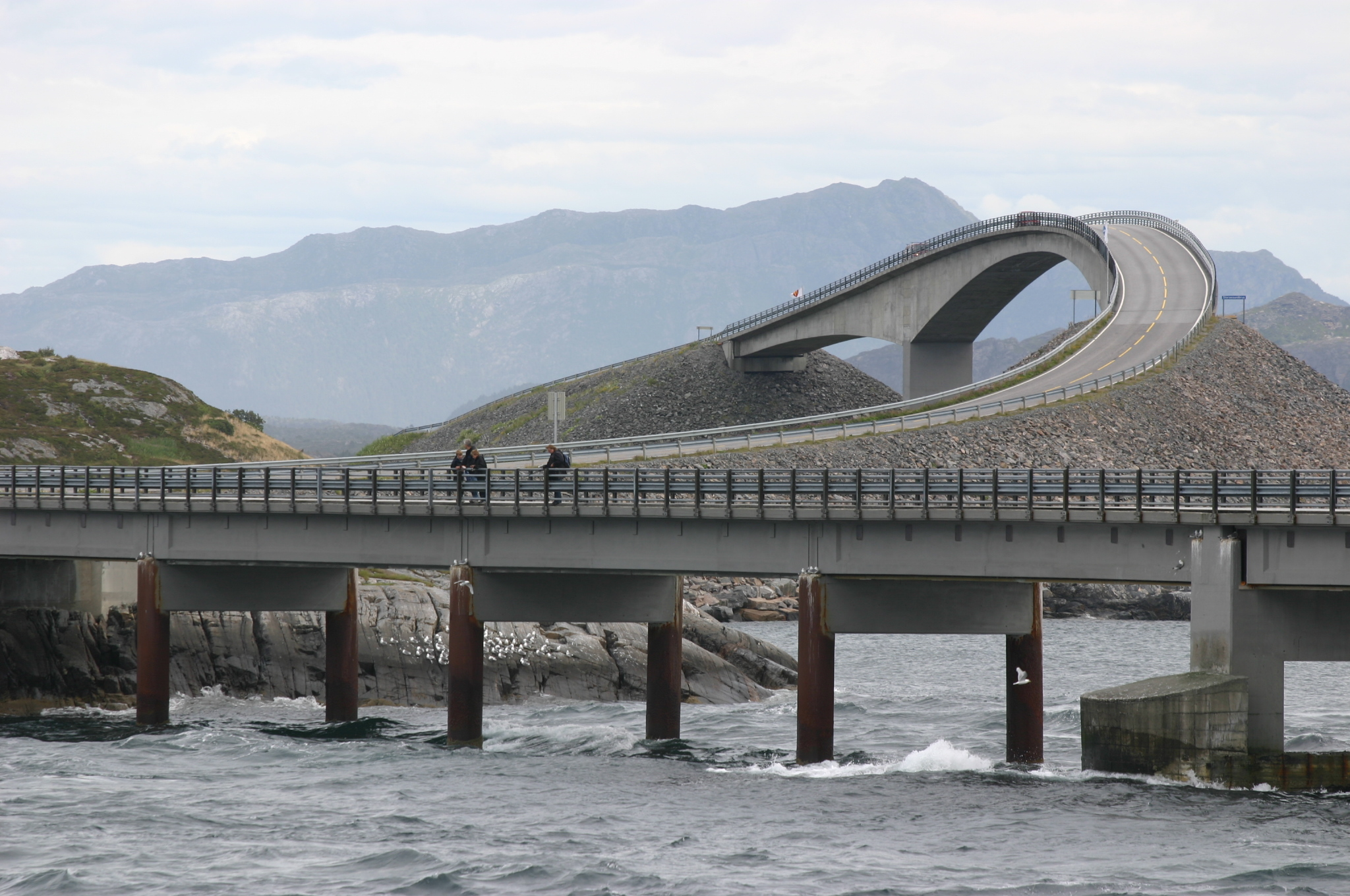
Pont de Storseisundet
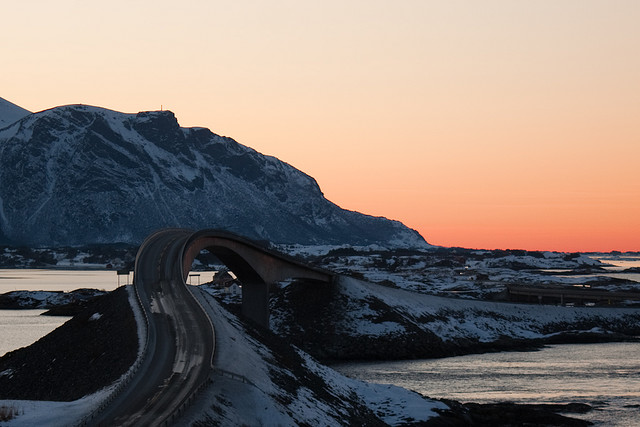
Pont de Storseisundet
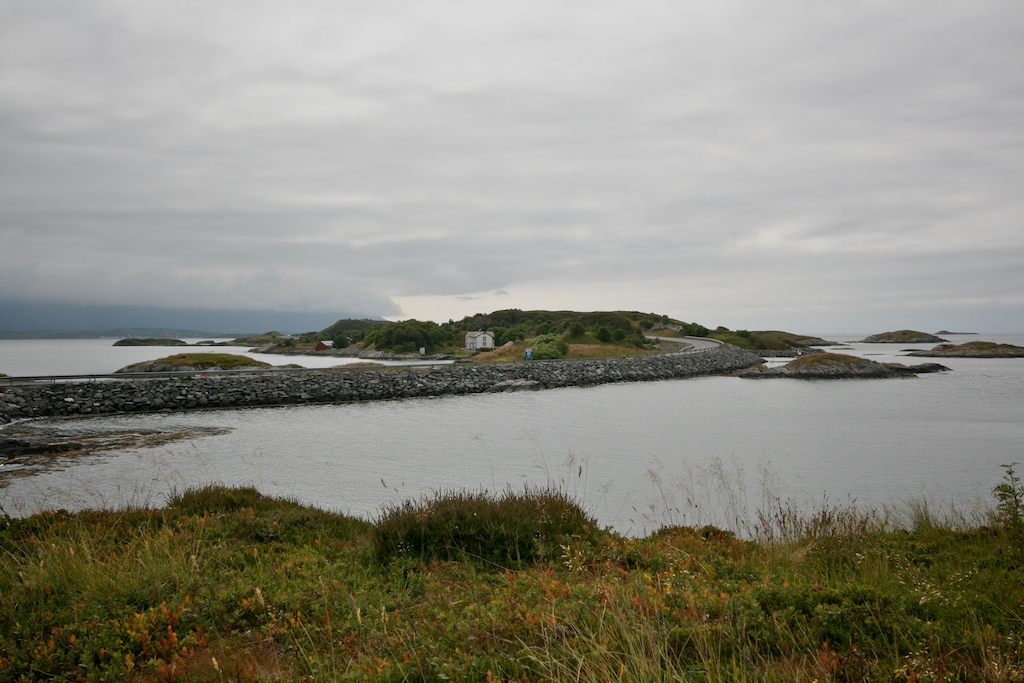
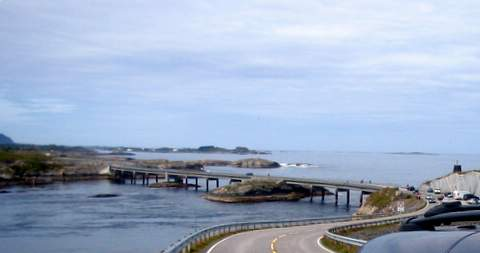
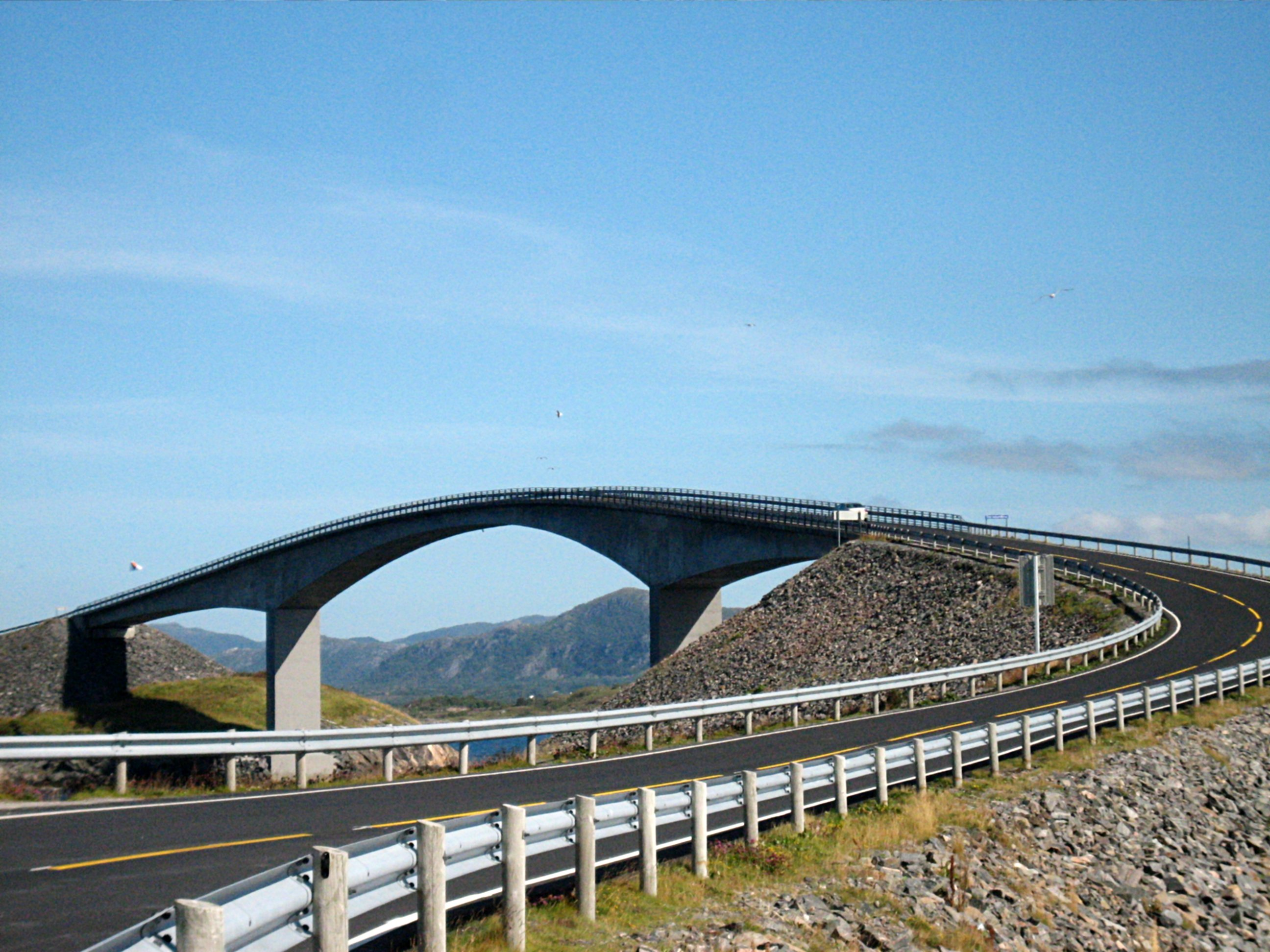
Pont de Storseisundet